# Accademia brasiliana delle lettere

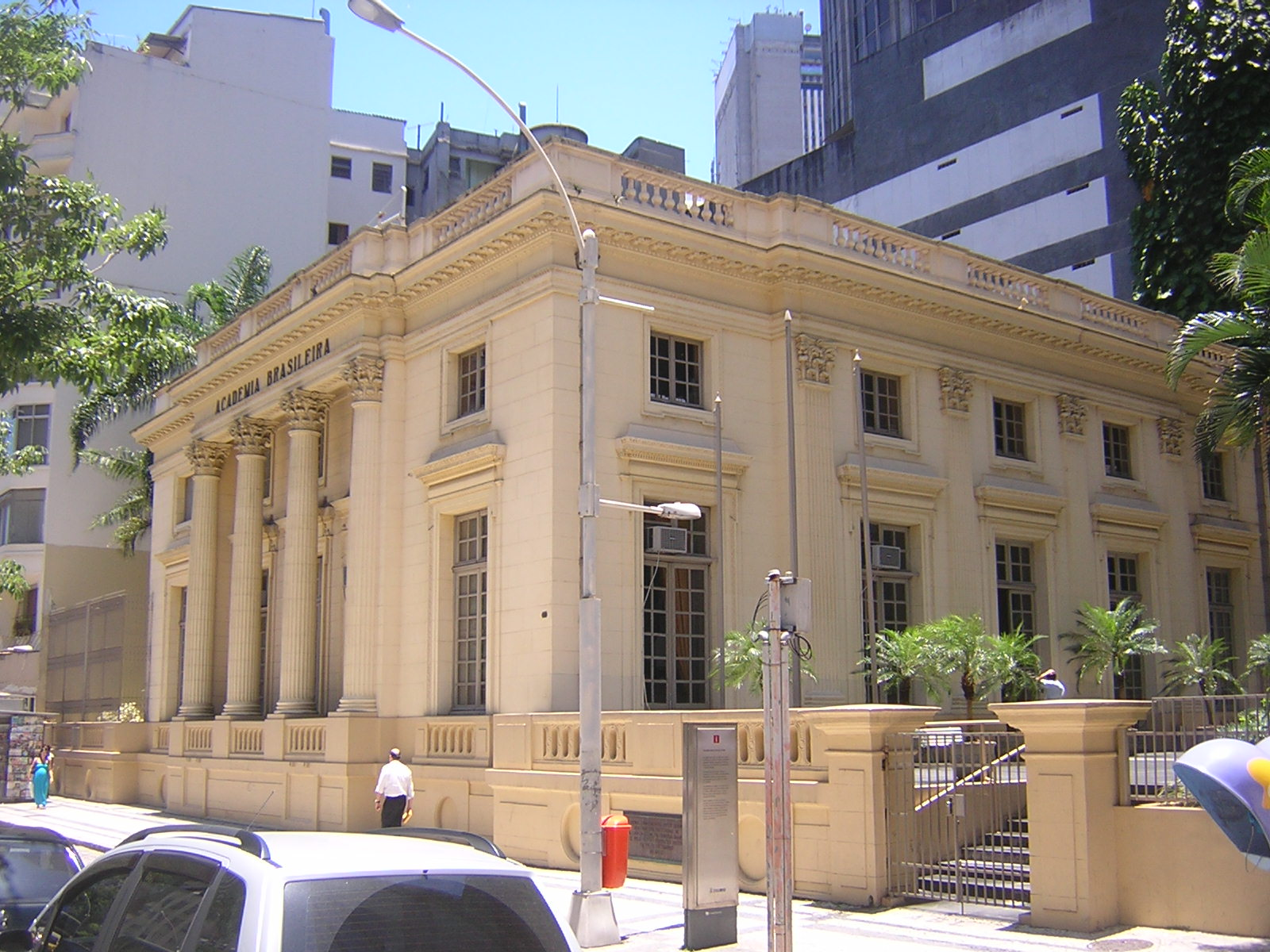
Sede dell'Accademia a Rio de Janeiro (2009)

L'Accademia brasiliana delle lettere (Portoghese:  Academia Brasileira de Letras ) è una società letteraria brasiliana senza scopo di lucro istituita alla fine del XIX secolo da un gruppo di 40 poeti e scrittori ispirati dall'Académie française.

## Istituzione
Il primo presidente, Machado de Assis, dichiarò la sua fondazione il 15 dicembre 1896, mentre gli statuti furono approvati il 28 gennaio 1897. Il 20 luglio dello stesso anno l'Accademia fu istituita. L'Accademia brasiliana delle lettere è, secondo i suoi statuti, l'autorità per quanto riguarda la "lingua nazionale" del Brasile (il portoghese).

## Composizione

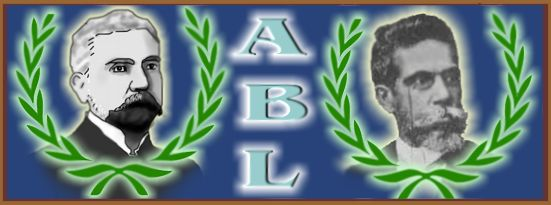
Immagine che rappresenta l'ideatore dell'ABL, Lúcio de Mendonça, e il presidente permanente Machado de Assis

Al giorno d'oggi è composta da 40 membri, conosciuti come "immortali", scelti tra i cittadini del Brasile che hanno pubblicato trattati o libri di riconosciuto valore letterario. La posizione di "immortale" è assegnata a colui che la riceve a vita. I nuovi membri sono ammessi con un voto dei membri dell'Accademia quando si libera una delle "sedie". Le sedie sono numerate e portano il nome di colui che ha occupato per primo quel posto. Gli accademici utilizzano uniformi formali da con una spada (che è chiamata "fardão") quando partecipano a incontri ufficiali all'Accademia.
Durante i periodi di dittatura e di regime militare, la neutralità dell'Accademia nella scelta dei membri adatti dediti alla professione di letterati era compromessa quando erano eletti politici che avevano dato pochi o alcuno contributo alla letteratura, come l'ex-presidente Getúlio Vargas. Un'eccezione a questo è l'ex presidente e senatore brasiliano José Sarney. L'accademia, che era esclusivamente un affare maschile fino all'elezione innovatrice di Rachel de Queiroz nel 1977 per la sedia numero 5, ora ha quattro membri donne (10% dei componenti totali), ma una di loro, Nélida Piñon, è stata presidente nel biennio 1996-7.

## Sede

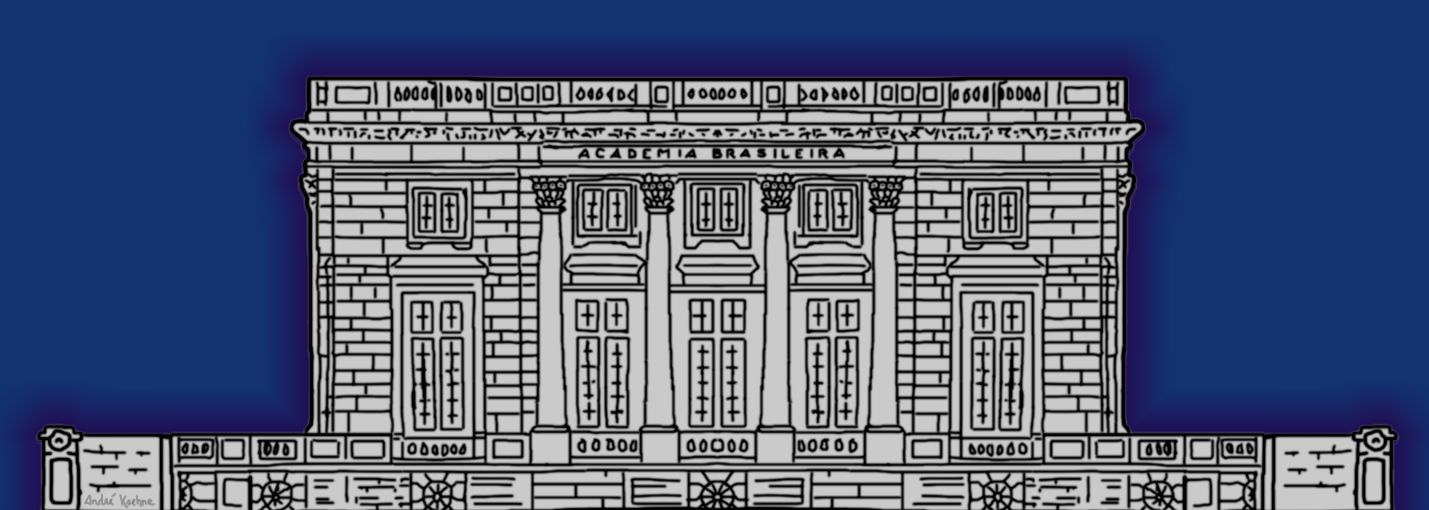
Petit Trianon - sede dell'Academia Brasileira de Letras - Rio de Janeiro - Brasile.

L'accademia, grazie a alla buona amministrazione e alle buone entrate di 4 milioni di dollari l'anno, è benestante finanziariamente. Possiede un grattacielo con 28 piani (Palácio Austregésilo de Athaide), in un'area di valore al centro di Rio de Janeiro, che è stata affidata all'Accademia come spazio per uffici, generando il 70% delle entrate correnti. Il resto viene dall'affitto di altri edifici, che erano legati all'editore di libri Francisco Alves, nel 1917, e da investimenti finanziari. Questa situazione agiata permette di pagare un "jeton" a ogni accademico.
L'ABL è situato giusto al suo fianco, in un bell'edificio neoclassico, che è chiamato "Petit Trianon". È stato donato dal governo della Francia nel 1923 ed è chiamato così perché è una copia del palazzo Petit Trianon a Versailles, vicino a Parigi in Francia.
Recentemente è stata inaugurata una delle più grandi biblioteche pubbliche a Rio, con 90.000 volumi e un enorme centro multimediale.

## Attività
L'Accademia ha due biblioteche, provvede alla pubblicazione di propri annali e di una rivista ufficiale e conduce numerose attività ed ha una programmazione culturale molto ampia che prevede convegni, eventi e mostre. L'Accademia è inoltre impegnata in numerosi progetti di collaborazione scientifica e culturale con altre accademie ed istituti di cultura, molti dei quali stranieri.
L'Accademia assegna annualmente molti premi letterari: il Prêmio Machado de Assis (il più importante premio letterario nel paese, assegnato per il lavoro dell'intera vita), e i premi ABL per la poesia, per la novellistica e il drama, per i saggi, critica e storia della letteratura, e per la letteratura per ragazzi. Nel 2005 è stato stabilito anche il premio Afonso Arino de Mello Franco.

## Accademici originali
1. Adelino Fontoura
2. Manuel Antônio Álvares de Azevedo
3. Artur de Oliveira
4. José Basílio da Gama
5. Bernardo Guimarães
6. Casimiro de Abreu
7. Castro Alves
8. Cláudio Manuel da Costa
9. Domingos José Gonçalves de Magalhães
10. Evaristo da Veiga
11. Fagundes Varela
12. Joaquim José França Júnior
13. Francisco Otaviano
14. Franklin Távora
15. Antônio Gonçalves Dias
16. Gregório de Matos
17. Hipólito da Costa
18. João Francisco Lisboa
19. Joaquim Caetano da Silva
20. Joaquim Manuel de Macedo
21. Joaquim Serra
22. José Bonifácio de Andrada e Silva
23. José de Alencar
24. Júlio Cezar Ribeiro Vaugham
25. Junqueira Freire
26. Laurindo Rabelo
27. Maciel Monteiro
28. Manuel Antônio de Almeida
29. Martins Pena
30. Pardal Mallet
31. Pedro Luís
32. Manuel de Araújo Porto-alegre
33. Raul Pompeia
34. Sousa Caldas
35. Aureliano Tavares Bastos
36. Teófilo Dias
37. Thomaz Antonio Gonzaga
38. Tobias Barreto de Menezes
39. Francisco Adolfo de Varnhagen
40. Visconde do Rio Branco

## Cronotassi dei presidenti dell'Accademia
- Machado de Assis 1897-1908
- Ruy Barbosa 1908-1919
- Domício da Gama 1919-1919
- Carlos de Laet 1919-1922
- Afrânio Peixoto 1922-1923
- Medeiros e Albuquerque 1923-1923
- Afrânio Peixoto 1923-1924
- Afonso Celso 1925-1925
- Coelho Neto 1926-1926
- Rodrigo Otávio 1927-1927
- Augusto de Lima 1928-1928
- Fernando Magalhães 1929-1929
- Aloisio de Castro 1930-1930
- Fernando Magalhães 1931-1932
- Gustavo Barroso 1932-1933
- Ramiz Galvão 1933-1934
- Afonso Celso 1935-1935
- Laudelino Freire 1936-1936
- Ataulfo de Paiva 1937-1937
- Cláudio de Souza 1938-1938
- Antônio Austregésilo 1939-1939
- Celso Vieira 1940-1940
- Levi Carneiro 1941-1941
- Macedo Sorares 1942-1943
- Múcio Leão 1944-1944
- Pedro Calmon 1945-1945
- Cláudio de Sousa 1946-1946
- João Neves da Fontoura 1947-1947
- Adelmar Tavares 1948-1948
- Miguel Osório de Almeida 1949-1949
- Gustavo Barroso 1950-1950
- Aloisio de Castro 1951-1951
- Aníbal Freire da Fonseca 1952-1952
- Barbosa Lima Sobrinho 1953-1954
- Rodrigo Otávio Filho 1955-1955
- Peregrino Júnior 1956-1957
- Elmano Cardim 1958-1958
- Austregésilo de Athayde 1959-1993
- Abgar Renault 1993-1993
- Josué Montello 1993-1995
- Antônio Houaiss 1995-1996
- Nélida Piñon 1996-1997
- Arnaldo Niskier 1997-1999
- Tarcísio Padilha 2000-2002
- Alberto da Costa e Silva 2002-2004
- Ivan Junqueira 2004-

## Accademici attuali
I membri dell'Accademia brasiliana di lettere (luglio 2006):
1. Ana Maria Machado
2. Tarcísio Padilha
3. Carlos Heitor Cony
4. Carlos Nejar
5. José Murilo de Carvalho
6. Cícero Sandroni
7. Nelson Pereira dos Santos
8. Antônio Olinto
9. Alberto da Costa e Silva
10. Lêdo Ivo
11. Hélio Jaguaribe
12. Alfredo Bosi
13. Sergio Paulo Rouanet
14. Celso Lafer
15. (Father) Fernando Bastos de Ávila
16. Lygia Fagundes Telles
17. Fernanda Montenegro
18. Arnaldo Niskier
19. Antonio Carlos Secchin
20. Murilo Melo Filho
21. Paulo Coelho
22. Ivo Pitanguy
23. Zélia Gattai
24. Sábato Magaldi
25. Alberto Venancio Filho
26. Marcos Vinicios Rodrigues Vilaça
27. Eduardo Portella
28. Domício Proença Filho
29. José Mindlin
30. Nélida Piñon
31. Moacyr Scliar
32. Ariano Suassuna
33. Evanildo Bechara
34. João Ubaldo Ribeiro
35. Candido Antonio Mendes de Almeida
36. João de Scantimburgo
37. Ivan Junqueira
38. José Sarney
39. Marco Maciel
40. Evaristo de Moraes Filho

## Galleria degli Immortali
- Machado de Assis
- Jorge Amado
- Alcides Maia
- José Guilherme Merquior
- Tobias Barreto de Meneses